# Útěk z New Yorku
Útěk z New Yorku (anglicky Escape from New York) je americký akční sci-fi film z roku 1981, který natočil režisér John Carpenter (podílel se i na hudbě a scénáři). Je zasazen do blízké budoucnosti, v níž Spojené státy americké přebudovaly ostrov Manhattan v New Yorku v ostře sledované vězení. Bývalý voják Snake Plissken (Kurt Russell) se vydává na Manhattan zachránit prezidenta USA, jehož letadlo Air Force One bylo uneseno a zde havarovalo.
Rozpočet filmu byl přibližně 6 000 000 $. Film se stal komerčním hitem a kultem, vydělal více než 25 000 000 $. V roce 1996 byl natočen sequel s názvem Útěk z L.A. (anglicky Escape from L.A.). 
V roce 1991 vyšel tento film s českým dabingem na VHS, kdy Plisskena namluvil Ladislav Županič a jeho parťáka Hauka Jiří Zavřel. V roce 1997 jej s českým dabingem uvedla Česká televize, kdy Plisskena namluvil Libor Hruška a Hauka Petr Pelzer, tato verze vyšla i na DVD. V roce 2019 byl pro TV Barrandov pořízen nový dabing, kdy Plisskena namluvil Filip Švarc a Hauka Pavel Rímský.

## Herecké obsazení
| Kurt Russell       | Snake Plissken                |
| Lee Van Cleef      | Bob Hauk                      |
| Ernest Borgnine    | taxikář „Cabbie“              |
| Donald Pleasence   | prezident USA                 |
| Isaac Hayes        | „Vévoda“ New Yorku            |
| Harry Dean Stanton | Harold „Brain“ Hellman        |
| Adrienne Barbeau   | Maggie                        |
| Tom Atkins         | Rehme                         |
| Charles Cyphers    | ministr zahraničních věcí USA |
| Frank Doubleday    | Romero                        |
| John Strobel       | Cronenberg                    |
| Ox Baker           | zápasník v ringu              |

## Děj
V roce 1988 v USA prudce vzrostla kriminalita (o 400%), ostrov Manhattan byl celý přeměněn v obrovské pečlivě střežené vězení, ze kterého není úniku. Okolní vody, tunely a mosty jsou zaminovány. Policie hlídá zdi a pravidelně monitoruje pohyb vězňů. Pomocí vrtulníků shazuje vězňům potraviny, jinak je nechává svému osudu. Za zdmi vězení se zformovala dystopická společnost. Pohybují se zde různé gangy a pochybná individua.
O 9 let později v roce 1997 cestuje prezident Spojených států na třístranný summit mezi USA, Sovětským svazem a Čínou. V kufříku má důležitou audiokazetu. Jeho letadlo Air Force One je uneseno teroristkou převlečenou za letušku. Letadlo havaruje na Manhattanu, prezident přežije jen díky tomu, že se uchýlil do své speciální bezpečnostní kapsle. Vězňové na Manhattanu jej okamžitě zajmou a vyhrožují policejním silám (které zde přistály, aby jej osvobodily), že jej zabijí, pokud neodletí.
Policejní velitel Bob Hauk dá návrh bývalému vojákovi Snake Plisskenovi, který si odpykává trest za kriminální přečiny. Musí do 24 hodin přivést prezidenta zpět a bude mu odpuštěn zbytek trestu, v opačném případě zemře. Snake přistane s lehkým kluzákem na střeše World Trade Center. V kině narazí na taxikáře s přezdívkou „Cabbie“, který jej zavede k Haroldovi Hellmanovi řečenému „Brain“. Od něj se dozví, že prezidenta drží jako rukojmí vůdce gangu zvaný „Vévoda“, který ho chce využít jako živý štít a prolomit blokádu na jednom z mostů, aby se mohla většina vězňů dostat na svobodu. Snake donutí Braina a jeho přítelkyní Maggie, aby ho zavedli k Vévodovi. Prezident je držen v železničním vagóně na Grand Central Station. Plisskin se jej pokusí zachránit, ale je dopaden. S pomocí Hellmana a Maggie se mu podaří utéci, dvojice předtím osvobodila i prezidenta. Protože vězni shodili Plisskinův kluzák ze střechy WTC, musí prchající použít jinou cestu. Pomůže jim taxikář Cabbie. Brain zná plán, jak se vyhnout nastraženým minám na mostě. Nepodaří se to dokonale, jejich automobil najede na nastraženou minu a roztrhne se. Cabbie je mrtev, Brain šlápne na další minu a zemře a Maggie ho odmítne opustit. Vévoda je mezitím pronásleduje ve svém automobilu až ke zdi, kde ho prezident USA zastřelí. On i Plissken jsou zachráněni.
Když se prezident připravuje na televizní proslov, přijde za ním Plissken. Prezident mu děkuje za záchranu, ale Snake se ho zeptá, jak se cítí, když zahynuli lidé pro jeho záchranu. Pak odchází pryč. Policejní velitel Bob Hauk nabídne Plisskenovi práci, ale ten to odmítne. Prezident zahájí proslov a chce pustit důležitou audiokazetu, ale k jeho ostudě zazní pouze Cabbieho oblíbená píseň „Bandstand Boogie“. Došlo k záměně. Skutečnou kazetu má Plissken na odchodu z vězení, který roztrhá pásek a odhodí ji.

## Vývoj a psaní
Carpenter původně napsal scénář k filmu Útěk z New Yorku v roce 1976, v době po Nixonově aféře Watergate. Carpenter tehdy řekl: "Celý národ cítil vůči prezidentovi opravdový cynismus." V té době se v zemi objevilo mnoho lidí, kteří se o prezidenta zajímali. Scénář napsal, ale žádné studio ho nechtělo natočit, protože podle Carpentera "[byl] příliš násilný, příliš děsivý [a] příliš divný". Inspiroval se filmem Přání smrti, který byl v té době velmi populární. S filozofií tohoto filmu nesouhlasil, ale líbilo se mu, jak zprostředkovává "pocit New Yorku jako jakési džungle, a já jsem chtěl natočit sci-fi film v tomto duchu".
Společnost International Film Investors souhlasila s poskytnutím 50 % rozpočtu a Goldcrest Films s ní podepsala smlouvu o spolufinancování. Nakonec poskytli 720 000 liber z rozpočtu a po vydělání 1 392 000 liber vydělali na své investici 672 000 liber.

## Preprodukce
Carpenter právě natočil Temnou hvězdu, ale nikdo ho nechtěl zaměstnat jako režiséra, a tak předpokládal, že se v Hollywoodu prosadí jako scenárista. Režisér pokračoval v natáčení dalších filmů s tím, že později natočí Útěk. Po úspěchu Halloweenu s ním společnost Avco-Embassy podepsala smlouvu na dva filmy s producentkou Debrou Hillovou. Prvním filmem z této smlouvy byla Mlha. Původně měl být druhým filmem, kterým chtěl smlouvu dokončit, The Philadelphia Experiment, ale kvůli problémům s psaním scénáře jej Carpenter zavrhl ve prospěch tohoto projektu. Carpenter však cítil, že mu něco chybí, a vzpomíná: "Byl to v podstatě přímočarý akční film. A v jednu chvíli jsem si uvědomil, že v něm opravdu není takový ten bláznivý humor, který by lidé z New Yorku očekávali." Přizval Nicka Castla, svého kamaráda z dob studií na filmové škole na University of Southern California, který hrál "Tvar" ve filmu Halloween. Castle vymyslel postavu taxikáře a přišel s koncem filmu.
Prostředí filmu se ukázalo být pro Carpentera potenciálním problémem, protože potřeboval s omezeným rozpočtem vytvořit rozpadající se, polorozpadlou verzi New Yorku. Spolu s produkčním designérem filmu Joem Alvesem odmítl natáčení v New Yorku, protože by bylo příliš těžké vytvořit vzhled zničeného města. Carpenter navrhoval natáčení na filmovém zadním pozemku, ale Alves tento nápad zamítl, "protože struktura skutečné ulice není jako zadní pozemek". Poslali Barryho Bernardiho, svého lokačního manažera (a spolupracovníka producenta), "na jakousi cestu po celé zemi, která byla placená za všechny náklady a hledala nejhorší město v Americe," vzpomíná producentka Debra Hillová.
Bernardi navrhl město East St. Louis ve státě Illinois, protože bylo plné starých budov, "které dnes existují v New Yorku a které mají tu ošuntělou kvalitu", kterou tým hledal. Ve východním St. Louis, které leží na druhém břehu řeky Mississippi než prosperující St. Louis ve státě Missouri, vyhořely v roce 1976 při rozsáhlém městském požáru celé čtvrti. Hill v jednom rozhovoru řekl, že "blok za blokem byly vyhořelé trosky. Na některých místech nezůstalo vůbec nic, takže bylo vidět tři i čtyři bloky daleko." Také Alves našel starý most, který zdvojil pro "69th St. Bridge". Filmař koupil starý most Chain of Rocks Bridge od vlády za jeden dolar a po dokončení produkce jí ho za stejnou částku vrátil, "aby neměli žádné závazky," vzpomíná Hill. V St. Louis byly využity lokace na druhém břehu řeky, včetně nádraží Union Station a divadla Fox Theatre, které byly od té doby zrekonstruovány, a také budovy, z níž se nakonec stal minipivovar Schlafly Tap Room.

## Natáčení
Carpenter a jeho štáb přesvědčili město, aby v noci vypnulo elektřinu vždy pro 10 bloků. Film se natáčel od srpna do listopadu 1980. Jak sám režisér vzpomíná, bylo to pro něj náročné a tvrdé natáčení. "Natáčení jsme končili kolem šesté hodiny ranní a v sedm hodin, kdy vycházelo slunce, jsem se teprve chystal jít spát. Vstával jsem kolem páté nebo šesté hodiny odpoledne, podle toho, jestli jsme měli denní snímky, a než jsem se dostal do práce, slunce už zapadalo. Takže asi dva a půl měsíce jsem neviděl denní světlo, což bylo opravdu zvláštní." Scéna gladiátorského souboje na život a na smrt mezi Snakem a Slagem (hrál ho profesionální wrestler Ox Baker) se natáčela ve Velké hale na nádraží Union v St. Louis. Russell prohlásil: "Ten den byl noční můrou. Jediné, co jsem dělal, bylo, že jsem se po tom chlápkovi oháněl pálkou s hroty a na oplátku jsem se po něm oháněl. Asi pětkrát mi hodil do obličeje popelnici... Mohl jsem dopadnout dost špatně." Kromě natáčení v St. Louis natáčel Carpenter některé části filmu v Los Angeles. Různé interiérové scény se natáčely na zvukovém jevišti, závěrečné scény se natáčely na přehradě Sepulveda v Sherman Oaks. Jako lokace posloužil New York a také Atlanta, kde byl použit futuristicky vyhlížející systém rychlé dopravy (tyto scény byly z konečného filmu vystřiženy). V New Yorku Carpenter přesvědčil federální úředníky, aby mu umožnili přístup na ostrov Liberty Island. "Byli jsme první filmovou společností v historii, které bylo povoleno natáčet na Liberty Islandu u Sochy svobody v noci. Nechali nám celý ostrov pro sebe. Měli jsme štěstí. Nebylo snadné získat toto počáteční povolení. Tři měsíce předtím tam došlo k bombovému útoku a obávali se potíží".
Carpenter chtěl pro film vytvořit dva odlišné vzhledy. "Jeden je policejní stát, špičková technika, spousta neonů, Spojené státy ovládané podzemními počítači. To bylo snadné natočit ve srovnání se sekvencemi z věznice na Manhattanu, kde bylo málo světel, hlavně světla pochodní, jako ve feudální Anglii." Některé matné obrazy ztvárnil James Cameron, který v té době pracoval jako tvůrce speciálních efektů u společnosti New World Pictures Rogera Cormana. Cameron byl také jedním z kameramanů filmu. Když Snake pilotuje kluzák do města, na třech obrazovkách na jeho ovládacím panelu se zobrazují animace drátěných rámů cíle přistání na Světovém obchodním centru a okolních budovách. Carpenter chtěl špičkovou počítačovou grafiku, která byla i pro tak jednoduchou animaci velmi nákladná. Štáb efektů natáčel miniaturní model New Yorku, který použil pro další scény, pod černým světlem, s reflexní páskou umístěnou podél každého okraje modelu budov. Viditelná je pouze páska a vypadá to jako trojrozměrná drátěná animace.